# Луг в горах: ферма Сен-Поль
«Луг в горах: ферма Сен-Поль» (нидерл. Korenvelden voor berglandschap) — картина Ван Гога, написанная художником в ноябре-декабре 1889 года в Сен-Реми-де-Прованс. Находится в Музее Крёллер-Мюллер в Оттерло (Нидерланды).

## История
В мае 1889 года Ван Гог добровольно поступил в приют Сен-Поль под Сен-Реми-де-Прованс (Франция). Там художник имел доступ к соседней палате, которую он использовал в качестве своей студии. Первоначально он был ограничен непосредственно территорией больницы для душевнобольных и рисовал мир, который он видел из своей комнаты: покрытые плющём деревья, сирень и ирисы в саду. Он мог также видеть близлежащее пшеничное поле, предмет многих его картин в Сен-Реми Когда он выходил за стены больницы, он рисовал пшеничные поля, оливковые рощи и кипарисы в окрестностях, которые он рассматривал как «типичные для Прованса». В течение года он написал около 150 полотен.

## Описание
Картина «Луг в горах: ферма Сен-Поль» была написана художником в декабре 1889 года. На ней изображены поля молодой пшеницы на фоне сиреневых гор и желтоватого неба. 3 января 1890 года Ван Гог отправил картину своему брату Тео с сопроводительным письмом, в котором он называет работу «Поля».